# 피에르 보크마

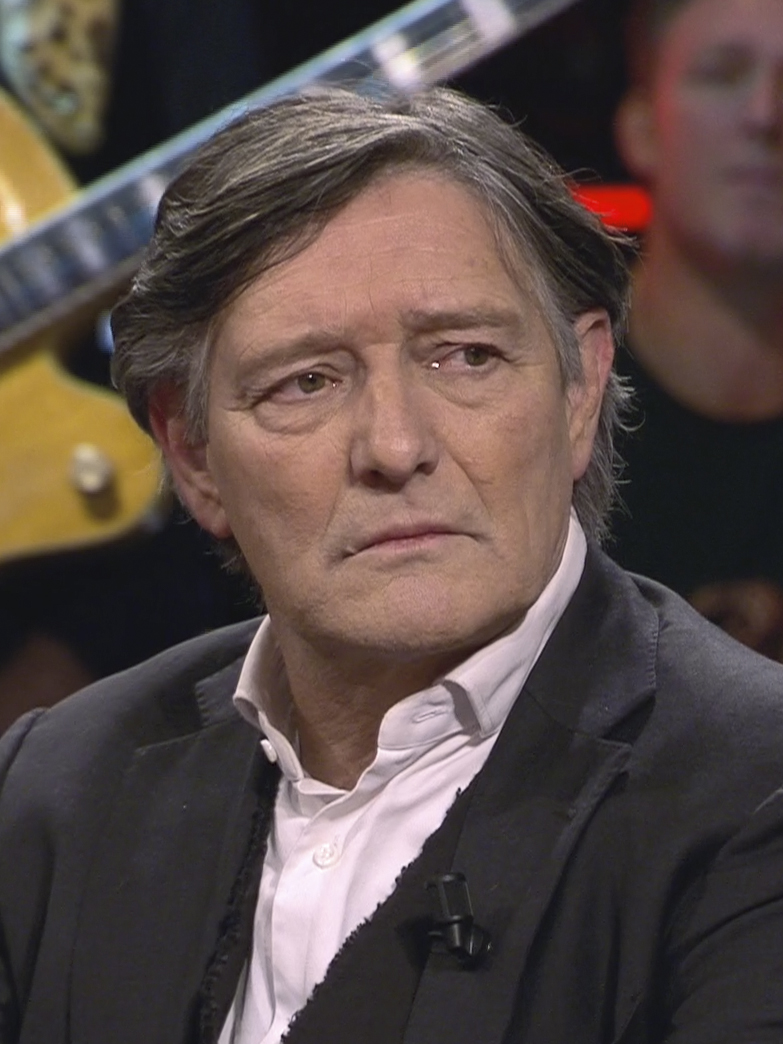

피에르 보크마(Pierre Bokma, 1955년 12월 20일 ~ )는 네덜란드 왕국의 텔레비전 배우, 영화배우이다.
파리에서 태어났다.

## 영화
- 더 레지스탕스 뱅커 (2018년)
- 토니오 (2016년)
- 슈나이더 대 백스 (2015년)
- 킬 미 달링 (2015년)
- 보그만 (2013년)
- 패밀리 S다이어리 (2013년) - 밥 역
- 퀴즈 (2012년)
- 수면병 (2011년)
- 더 헬 오브 '63 (2009년)
- 해피 엔드 (2009년)
- 카르페 디엠 (2009년)
- 머더링 베이비스 (2007년) - 의사 빌더버그 역
- 웨이터 (2006년)
- 스냅샷 (2002년)
- 미노스 (2001년) - 마니아 엘밋 역
- 프로스페로의 서재 (1991년)